# Ніфонтова Ліка Олексіївна
Ліка (Ліана) Олексіївна Ніфонтова (рос. Лика (Лиана) Алексеевна Нифонтова; нар. 5 березня 1963, Казань, РРФСР, СРСР) — радянська і російська актриса. Народна артистка Росії (2005). 

## Біографія
Народилася в акторській родині, з батьками переїжджала до багатьох міст. Батько - Олексій Симкович (1931-2017), мама працювала в педагогічному відділі театру . Середню школу закінчила в Ростові-на-Дону. У Тбілісі вчилася в хореографічному училищі.
Закінчила Вище театральне училище імені Б. В. Щукіна в 1984 році. З 1984 року служить в театрі «Сатирикон» .

## Особисте життя
- Перший чоловік: Юрій Ніфонтов (нар. 1957) — актор, заслужений артист РФ (2008).
- Другий чоловік: Сергій Урсуляк (нар. 1958) — режисер, сценарист, продюсер.
  - Донька: Дар'я Урсуляк (нар. 1989) — закінчила Театральний інститут імені Бориса Щукіна, актриса театру «Сатирикон».

## Театральні роботи

### «Сатирикон»
- «Лондон Шоу» (місіс Хігінс)
- « Чайка » (Поліна Андріївна, Аркадіна, Зарічна)
- «Отелло» (Емілія)
- «Що наше життя? » (Актриса)
- «Геркулес і Авгієві стайні» (Деяніра)
- «Голий король» (Гувернантка)
- «Уявний хворий» (Туанети)
- «Такі вільні метелики» (Місіс Бейкер)
- «Хазяйка готелю» (Мірандоліна)
- «Тригрошова опера» (Дженні-Малина)
- «Гамлет» (Гертруда)
- «Слуги і сніг» (Оріана)
- «Синьйор Тодеро господар» (Фортуната)
- «Смішні гроші» (Джейн Перкінс)
- «Прибуткове місце» (Кукушкіна)
- «Гроші» (Фетіна Миронова)

### Міжнародний міждисциплінарний проект «Вдумливі читання»
- Брунгільда ( «Історія про Нібелунгів») [5] [6]

## Ролі в кіно
- 1983 — До своїх!.. — епізод
- 1993 — Російський регтайм — незнайомка
- 1995 — Літні люди ( «Дачники») — Юлія
- 1998 — Твір до Дня Перемоги — Соня
- 1999 — Такі вільні метелики (фільм-спектакль) — Місіс Бейкер
- 2002 — Невдача Пуаро — Кароліна Шеппард
- 2007 — Ліквідація — Нора
- 2007 — Сеньйор Тодеро господар (фільм-спектакль) — Фортуната
- 2008 — Акме — Галина
- 2009 — Ісаєв — Марія Миколаївна Оленецька
- 2012 — Життя і доля — Людмила Штрум
- 2014 — Натура, що йде (телесеріал) — Наталя, дружина Кузьменко
- 2015 — Тихий Дон (телесеріал) — кравчиня
- 2019 — Одеський пароплав — Герта Яківна Ліхтенштулер-Шпіллерштіль